# Mariaklooster (Huijbergen)

Peregrinus Carlenus, zeventiende-eeuws abt van het Mariaklooster en diplomaat bij de Vrede van Münster.

Het Monasterium beatae Mariae of Mariaklooster was een Wilhelmietenklooster te Huijbergen dat als zodanig bestaan heeft van 1278-1847.
De priorij is gesticht door de toenmalige Heer van Breda, Arnoud van Leuven. Het klooster hield zich aanvankelijk bezig met de ontginning van gronden en contemplatieve bezigheden, maar de monniken deden weinig aan studie en er zijn dan ook geen geschriften en kunstwerken door de monniken vervaardigd.
Omstreeks 1678 verwierf dit klooster de bezittingen (en schulden) van het opgeheven klooster Baseldonk te 's-Hertogenbosch.
De ontginningen van het klooster zijn nog van invloed geweest op de vaststelling in 1815 van de grens tussen Antwerpen en Noord-Brabant en na 1830 op die van de staatsgrens tussen België en Nederland. De ontginningen lagen namelijk op het gebied van de Abdij van Tongerlo.
In 1847, toen de orde der wilhelmieten werd opgeheven, kwam het klooster aan de broeders van Huijbergen. Deze vestigden er een weeshuis, dat later uitgroeide tot het internaat: Instituut Ste. Marie.
In 1944 werd het klooster door de terugtrekkende Duitsers verwoest. Slechts het poortgebouw bleef bestaan. Na de oorlog werd het klooster herbouwd, doch het internaat werd van 1970-1980 geleidelijk opgeheven, waarna de broeders vertrokken. Enkele gebouwen werden gesloopt. De Broeders van Huijbergen hebben een nieuw Moederhuis gekregen aan de Boomstraat.
Het poortgebouw herbergt tegenwoordig het Wilhelmietenmuseum en omvat onder meer een missaal uit het klooster Baseldonk en fragmenten van liturgische handschriften.
Het oude kloostergebouw is omgevormd in appartementen en de voormalige sportvelden zijn bebouwd met villa's.